# Blüssen
Blüssen ist ein Ortsteil von Stepenitztal im Landkreis Nordwestmecklenburg.
In Blüssen wohnte der niederdeutsche Schriftsteller und KPD-Abgeordnete Rudolf Hartmann.

## Geschichte
Der Ort wurde erstmals am 16. Oktober 1346 urkundlich erwähnt. Blüssen wurde am 20. Januar 1319 als Eigentum der Gebrüder Bülow und Kirch Mummendorf am 24. August des gleichen Jahres als Eigentum des Landes Mecklenburg-Schwerin urkundlich erwähnt. Blüssens Dorfform ist, wie die der meisten Dörfer das Amtsbereiches Schönberger Land, ein Rundling, welcher an einem großen Teich gelegen ist. Einst gab es in Blüssen fünf Bauernhöfe und vier Büdnereien, die zum großen Teil verfielen, bzw. abgerissen wurden.
Blüssen gehörte jahrzehntelang zur Gemeinde Papenhusen. Mit deren Zusammenschluss mit Börzow und Mallentin kam der Ort am 25. Mai 2014 zur Gemeinde Stepenitztal.